# Т-84
Т-84 је украјински главни борбени тенк, развијен на основу совјетског тенка Т-80. Пројектован је у конструкционом бироу Харков, у којем су до распада Совјетског Савеза за потребе Црвене армије крајем осамдесетих произвођени тенкови Т-80УД, тако да је напоменути тенк послужио ако основа за Т-84. Пројеком је руководио главни пројектант Анатоли Словиковстки. Први прототип тенка је направљен 1994. године, док су украјинске јединице прве тенкове Т-84 примиле тек 1999. године.

## Верзије
- Т-84 - Украјински тенк на бази тенка Т-80УД, побољшан новом вареном куполом, Шотра-1 системом за ометање противоклопних ракета и 6ТД-2 дизел-мотором од 1200 коњских снага.
- Т-84У Оплот - модернизована верзија Т-84, са новим оклопним сукњицама са стране, Контакт-5 експлозивно-рекативним оклопом, помоћном јединицом за напајање, сателитском навигацијом, ласерским даљиномером за командира тенка и осталим побољшањима.
- Т-84-120 Јатаган - прототип базиран на Т-84У „Оплот“ намењен за продају Турској армији (ознака прототипа КЕРН2-120) са уграђеним топом 120 милиметара по НАТО стандарду који може да испаљује поред муниције 120mm (попут уранијумске муниције серије М829) специјалне верзије противоклопне ракете Снајпер 120mm. Топ може бити украјинске или швајцарске производње, по жељи наручиоца.
- БРЕМ-84 - тенк за извлачење
- БМУ-84 - тенк носач моста
- БТПМ-84 - прототип тешког борбеног возила пешадије на бази Т-84У „Оплот"

## Повезани садржаји

### Повезани развоји
- T-64
- T-80

### Упоредни тенкови
- Леопард 1
- М1 Абрамс

### Именовано следовање
T-64 - Т-80 - Т-84